# Kenneth Welsh
Kenneth Welsh (Edmonton, 30 marzo 1942 – Toronto, 5 maggio 2022) è stato un attore canadese.

## Biografia
Nato ad Edmonton, studiò drammaturgia ad Alberta, spostandosi successivamente a Montréal per frequentare la Scuola nazionale d'arte drammatica. Nella sua carriera predilesse l'interpretazione di figure storiche contemporanee, quali Thomas Edison, James Baker ed altri. Lavorò nella serie televisiva I segreti di Twin Peaks e nel film The Aviator di Martin Scorsese.

## Filmografia parziale

### Cinema
- Doppio negativo (Double Negative), regia di George Bloomfield (1980)
- Fobia (Phobia), regia di John Huston (1980)
- Covergirl, regia di Jean-Claude Lord (1983)
- Di origine sconosciuta (Of Unknown Origin), regia di George Pan Cosmatos (1983)
- Hot Money, regia di Zale Magder e George McCowan (1983)
- Innamorarsi (Falling in Love), regia di Ulu Grosbard (1984)
- Perfect, regia di James Bridges (1985)
- Dispersi (Lost!), regia di Peter Rowe (1986)
- Heartburn - Affari di cuore (Heartburn), regia di Mike Nichols (1986)
- Labirinto mortale (The House on Carroll Street), regia di Peter Yates (1988)
- Mr. Crocodile Dundee 2 (Crocodile Dundee II), regia di John Cornell (1988)
- Un'altra donna (Another Woman), regia di Woody Allen (1988)
- Un detective... particolare (The January Man), regia di Pat O'Connor (1989)
- Il corpo del reato (Physical Evidence), regia di Michael Crichton (1989)
- Il boss e la matricola (The Freshman), regia di Andrew Bergman (1990)
- Perfectly Normal, regia di Yves Simoneau (1991)
- Colpo grosso (The Big Slice), regia di John Bradshaw (1991)
- Il giustiziere della notte 5 (Death Wish V: the Face of Death), regia di Allan A. Goldstein (1994)
- Whale Music, regia di Richard J. Lewis (1994)
- Timecop - Indagine dal futuro (Timecop), regia di Peter Hyams (1994)
- Vento di passioni (Legends of the Fall), regia di Edward Zwick (1994)
- Premonizioni (Hideaway), regia di Brett Leonard (1995)
- Il museo di Margaret (Margaret's Museum), regia di Mort Ransen (1995)
- Habitat - Non entrate (Habitat), regia di Rene Daalder (1997)
- Potere assoluto (Absolute Power), regia di Clint Eastwood (1996)
- Un tipo sbagliato (The Wrong Guy), regia di David Steinberg (1997)
- Love Come Down, regia di Clement Virgo (2000)
- Miracle, regia di Gavin O'Connor (2004)
- The Day After Tomorrow - L'alba del giorno dopo (The Day After Tomorrow), regia di Roland Emmerich (2004)
- The Aviator, regia di Martin Scorsese (2004)
- The Exorcism of Emily Rose, regia di Scott Derrickson (2005)
- Four Brothers - Quattro fratelli (Four Brothers), regia di John Singleton (2005)
- The Fog - Nebbia assassina (The Fog), regia di Rupert Wainwright (2005)
- The Covenant, regia di Renny Harlin (2006)
- I Fantastici 4 e Silver Surfer (Fantastic Four: Rise of the Silver Surfer), regia di Tim Story (2007)
- Seta (Silk), regia di François Girard (2007)
- Adoration, regia di Atom Egoyan (2008)
- Kit Kittredge: An American Girl, regia di Patricia Rozema (2008)
- Survival of the Dead - L'isola dei sopravvissuti (Survival of the Dead), regia di George A. Romero (2010)
- A proposito di Luke (The Story of Luke), regia di Alonso Mayo (2012)

### Televisione
- Empire, Inc., regia di Denys Arcand e Douglas Jackson – miniserie TV (1985)
- Ai confini della realtà (The Twilight Zone) – serie TV, episodio 3x11 (1988)
- I segreti di Twin Peaks (Twin Peaks) – serie TV, 10 episodi (1990-1991)
- Grand Larceny, regia di Stephen Surjik – film TV (1991)
- Catastrofe in mare - Il disastro della Exxon Valdez (Dead Ahead: The Exxon Valdez Disaster), regia di Paul Seed – film TV (1992)
- Dieppe, regia di John N. Smith – film TV (1993)
- Il giuramento di Diane (Getting Gotti), regia di Roger Young – film TV (1994)
- L'altra donna (Another Woman), regia di Alan Smythe – film TV (1994)
- Scelte del cuore (Choices of Heart: The Margaret Sanger Story), regia di Paul Shapiro – film TV (1995)
- Hiroshima, regia di Koreyoshi Kurahara e Roger Spottiswoode – film TV (1995)
- Passi di follia (Dancing in the Dark), regia di Bill Corcoran – film TV (1995)
- X-Files (The X-Files) – serie TV, episodio 3x11 (1995)
- Il colpo della metropolitana (Un ostaggio al minuto) (The Taking of Pelham One Two Three), regia di Félix Enríquez Alcalá – film TV (1998)
- Il terzo gemello (The Third Twin), regia di Tom McLoughlin – film TV (1997)
- Nel cuore dell'uragano (Thunder Point), regia di George Mihalka – film TV (1998)
- Il mastino di Baskerville (The Hound of the Baskervilles), regia di Rodney Gibbons – film TV (2000)
- Haven - Il rifugio (Haven), regia di John Gray – film TV (2001)
- Il segno dei quattro (The Sign of Four), regia di Rodney Gibbons – film TV (2001)
- Scandalo in Boemia (The Royal Scandal), regia di Rodney Gibbons – film TV (2001)
- Il vampiro di Whitechapel (The Case of the Whitechapel Vampire), regia di Rodney Gibbons – film TV (2002)
- Eloise al Plaza (Eloise At the Plaza), regia di Kevin Lima – film TV (2003)
- Eloise a Natale (Eloise at Christmastime), regia di Kevin Lima – film TV (2003)
- Karol - Un uomo diventato papa, regia di Giacomo Battiato – film TV (2005)
- S.O.S. - La natura si scatena (Category 7: The End of the World), regia di Dick Lowry – miniserie TV (2005)
- Smallville – serie TV, episodio 5x09 (2005)
- The Snow Queen, regia di Julian Gibbs – film TV (2005)
- Laboratorio mortale (Covert One: The Hades Factor), regia di Mick Jackson – miniserie TV (2006)
- Grey Gardens - Dive per sempre (Grey Gardens), regia di Michael Sucsy – film TV (2009)
- La missione dei quattro cavalieri (The Last Templar), regia di Paolo Barzman – miniserie TV (2009)
- The Best Laid Plans, regia di Peter Moss e James Allodi – miniserie TV (2014)
- The Divide – serie TV, 5 episodi (2014)
- Salvation – serie TV, un episodio (2017)
- Lodge 49 – serie TV, 8 episodi (2018-2019)
- Star Trek: Discovery – serie TV, episodi 3x03-3x04 (2020)
- Streghe (Charmed) – serie TV, episodi 3x09-3x14 (2021)

## Doppiatori italiani
Nelle versioni in italiano delle opere in cui ha recitato, Kenneth Welsh è stato doppiato da:
- Bruno Alessandro in Un'altra donna, The Day After Tomorrow - L'alba del giorno dopo, Karol - Un uomo diventato papa, Miracle, Seta
- Paolo Marchese ne Il mastino di Baskerville, Il segno dei quattro, Scandalo in Boemia, Il vampiro di Whitechapel
- Sandro Iovino ne I segreti di Twin Peaks, S.O.S. - La natura si scatena
- Elio Zamuto in Perfect, Oltre l'innocenza
- Angelo Nicotra in The Fog - Nebbia assassina, The Art of the Steal
- Luciano De Ambrosis in Premonizioni, The Aviator
- Dante Biagioni in Eloise al Plaza, Eloise a Natale
- Pietro Biondi in Mr. Crocodile Dundee 2, Chi ha ucciso i bambini di Atlanta?
- Dario Penne in Survival of the Dead - L'isola dei sopravvissuti, Undercover Grandpa
- Stefano De Sando in Law & Order - I due volti della giustizia, Lodge 49
- Franco Zucca in Harvard contro Yale, Salvation
- Nando Gazzolo ne Il corpo del reato
- Walter Maestosi in Hiroshima
- Toni Orlandi in Catastrofe in mare - Il disastro della Exxon Valdez
- Giancarlo Padoan in X-Files
- Paolo Ferrari in Con l'acqua alla gola
- Sergio Di Stefano in Oltre i limiti
- Cesare Barbetti in Timecop - Indagine dal futuro
- Emilio Cappuccio in Smallville
- Carlo Reali in Four Brothers - Quattro fratelli
- Vittorio Di Prima in Laboratorio mortale
- Oreste Rizzini in The Covenant
- Renato Mori in Human Target
- Renato Cortesi in Il terzo gemello
- Romano Malaspina in Haven - Il rifugio
- Ambrogio Colombo in Kit Kittredge: An American Girl
- Massimo Milazzo in A proposito di Luke
- Luciano Roffi in The Void - Il vuoto